# Papirus Oxyrhynchus 9

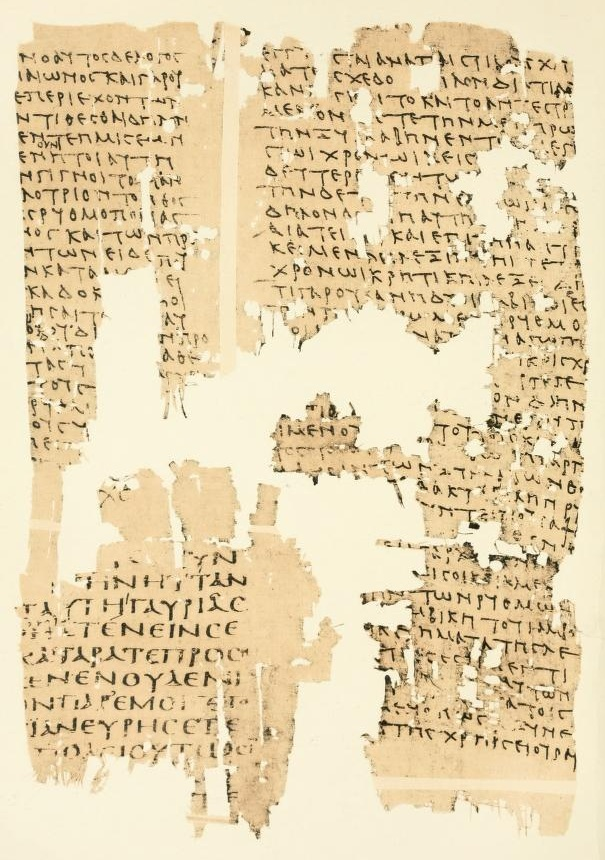
Papirus Oxyrhynchus 9

Papirus Oxyrhynchus 9 oznaczany jako P.Oxy.I 9 – fragment pracy „Ruthmica Stoicheia” Arystoksenosa z Tarentu napisany w języku greckim. Papirus ten został odkryty przez Bernarda Grenfella i Arthura Hunta w 1897 roku w Oksyrynchos. Fragment jest datowany na III wiek n.e. Przechowywany jest w bibliotece Trinity College w Dublinie (Pap. B 1). Tekst został opublikowany przez Grenfella i Hunta w 1898 roku.
Manuskrypt został napisany na papirusie, w formie zwoju. Rozmiary zachowanego fragmentu wynoszą 22,7 na 43,5 cm. Fragment ten zawiera pięć kolumn tekstu o metryce w muzyce. Tekst jest napisany pionowym pismem uncjalnym.